# St. Louis (Oklahoma)
St. Louis – miejscowość w Stanach Zjednoczonych, w stanie Oklahoma, w hrabstwie Pottawatomie.